# Roulaison

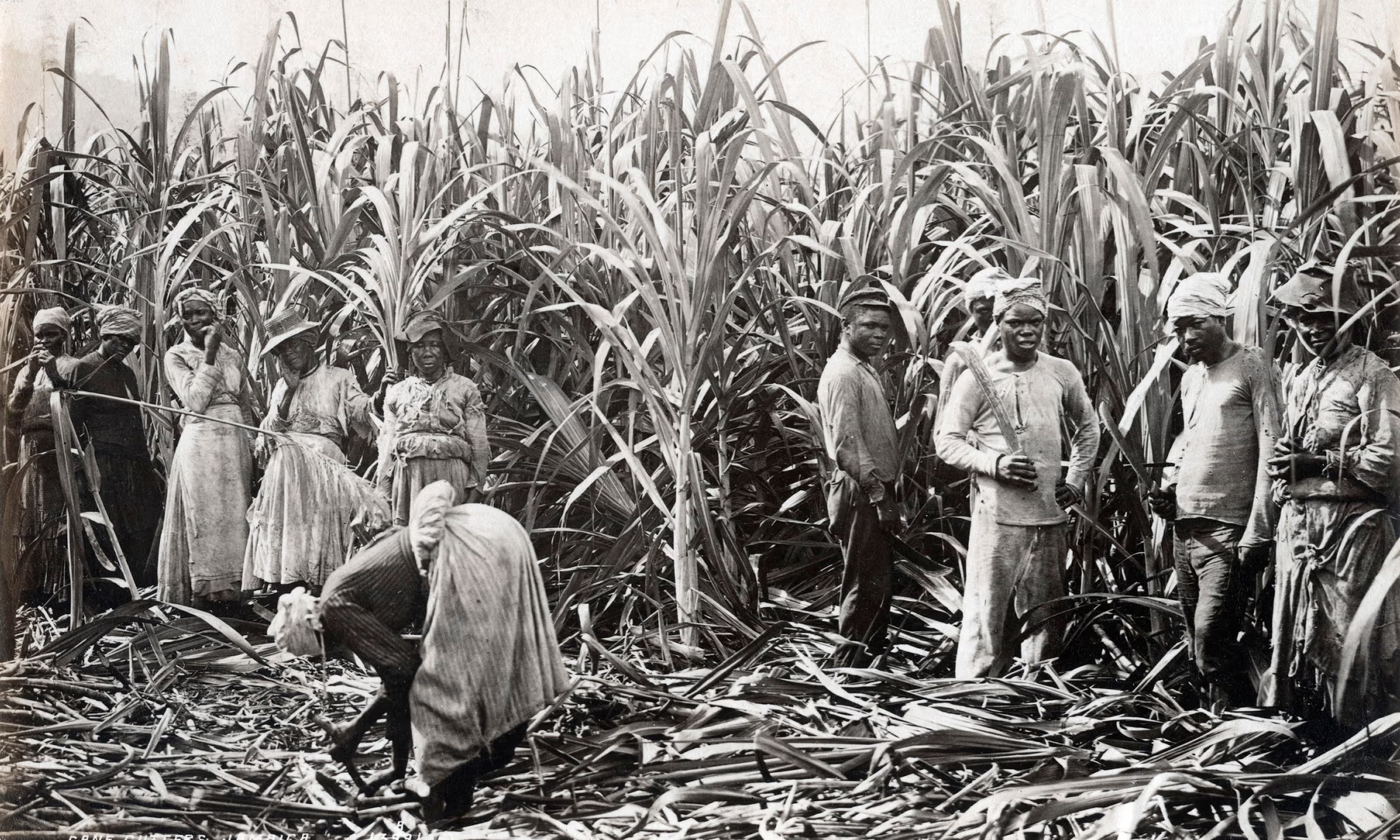
Coupeurs de cannes pendant une roulaison en Jamaïque à la fin du XIXe siècle.

La roulaison est la récolte de la canne à sucre, plante qui sert à fabriquer du sucre. Elle est généralement effectuée à la main par des coupeurs de cannes équipés d'un sabre à canne.
Le terme est déjà défini par le dictionnaire Littré (1872) comme étant l'ensemble du processus de traitement et de travail de la canne à sucre après sa récolte, en vue de fabriquer le sucre.
Historiquement, la période de roulaison durait de janvier à juin sous les latitudes tropicales (Louisiane, Petites Antilles, Réunion, etc.).